# モロッコのワイン
本項目ではモロッコのワインについて解説する。1912年から1955年の植民地時代にかけて、モロッコはワインの重要な輸出国であった。一時衰退したが、1990年代以降、外国投資の流入により復活と拡大を経験している。

## 歴史

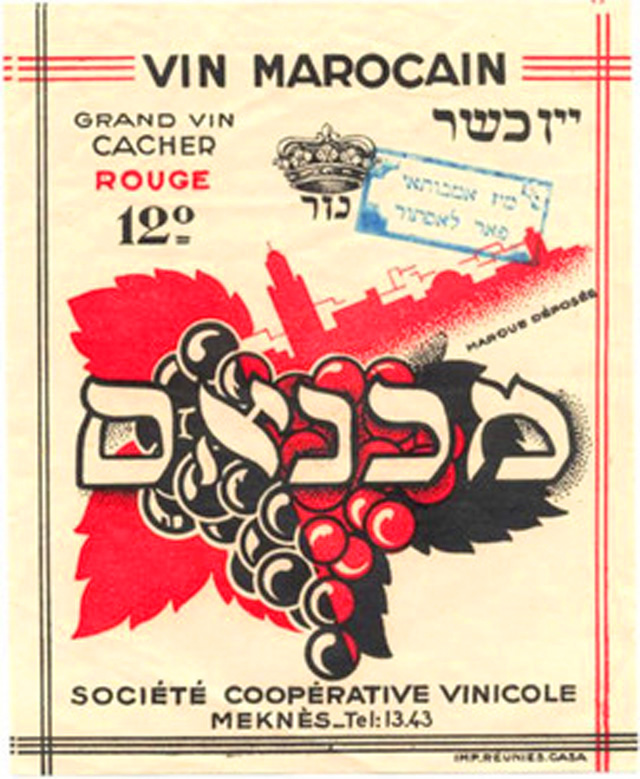
モロッコのコーシャワインの古いラベル

モロッコで行われているブドウ栽培は、フェニキア人の開拓者によって導入されたと考えられており、これは古代ローマの時代には確立されていた。大規模なブドウ栽培は、隣国のアルジェリアと同じくフランス人入植者によって導入された。しかしながら、モロッコのワイン製造量はアルジェリアのワイン製造量に及ばなかった。1955年にモロッコが独立を果たした時点で、55,000ヘクタール (140,000エーカー) もの面積のブドウ畑があった。モロッコが独立したときにフランスの専門知識が入ってこなくなったが、EECが1967年に輸入割当制度を導入し、EEC諸国への輸出が大幅に減少するまで、ワイン貿易は1960年代まで重要であり続けた。従来の市場への参入が制限され、また他の地中海諸国の過剰生産との競争が組み合わさったことが原因でワイン産業の多くは不景気となり、ブドウ畑の大部分が掘り起こされ、他の作物に移し替えられた。1973年から1984年の間に、ブドウ畑の大部分もモロッコの国家当局によって差し押さえられた。国はブドウの品質に関わらず固定価格にするといった措置をとり、これは競争力停滞につながった。1990年代の初め、モロッコには40,000 ヘクタール (99,000 エーカー) のブドウ畑があり、そのうち13,000 ヘクタール (32,000 エーカー) には生食用やレーズン用ではなくワイン生産用のブドウが植えられていたが、そのうちの半分以上のブドウの木は収量の低い古木あるいは病気に弱い木であった。
ハサン2世が治めていた1990年代に、外国 (主にフランス) からの投資、専門知識によってモロッコのワイン産業は改善され始めた。これは、国営農業会社であるSODEAが海外のワイン会社に対し、ブドウ畑を長期的に貸し出す提案をしたことで達成された。カステルグループ、ウィリアム・ピターズ、タイラングループなど、ボルドーを拠点とした大手ワイン会社がこの提携を結び、それによってモロッコのワイン産業は復活をとげた。たとえば、カステルブランドのブーラワンは、2005年の時点でフランスで最も売れている外国ワインであり、所有するブドウ畑の面積は 2000年代初期に50,000 ヘクタール (120,000 エーカー) に拡大した。一部の小規模な投資家は、ハイエンド市場よりも高品質のワインを重視し、この事業に続いて参入した。

## 生産と消費
フランス占領下での1950年代にモロッコのワイン産業は生産量がピークに達し、生産量が300万ヘクトリットルを超えた。イスラム教徒が大半を占めていたモロッコが独立したことによる余波でワイン産業が大幅に衰退した後、関心と生産量が再び増加と復活を始め、2013年時点で約40万ヘクトリットルとなっている。こうしてモロッコは、アラブ世界においてアルジェリアに次ぐ第2位のワイン生産国となった。
モロッコの法律では、ビールとアルコールの製造を禁止していないが、イスラム教徒への販売のみ禁止している。モロッコのワインはスーパーマーケットや一部のレストランで購入することができ、しばしばこうした店では旅行客や来客にも販売される。ラマダーンといったイスラム教のお祭りの期間中では、一部の非イスラム教徒向けの販路を除いて、アルコールは一般的に販売されていない。

## ワインとブドウの種類
赤ワインが圧倒的に多く、全体の生産量の75%以上を占めている。2005年時点で、ロゼワインとヴァン・グリが約20%、白ワインはわずか約3%しか占めていない
。
タファリエルトはモロッコワインの地場品種で、ワイン、生、レーズン用のブドウである。

## ワインの産地

モロッコの場所を示した地図

モロッコは5つのワイン産地に分けられる。これら5つののワイン産地の中には原産地保証委員会（AOG）によって品質保証された計14の地域がある。2001年にはコトー・ド・ラトラス・プルミエ・クリュ（「アトラス山脈」を意味する）という原産地統制呼称が一つ作られた。2009年には、モロッコではじめてのシャトーの名を持つワイン生産者、シャトー・ロスランが承認を受けた。5つのワイン産地、それに関連する原産地呼称は以下の通りである。
西・東部
- ベニ・サディーンAOG
- バーケインAOG
- アンガドAOG

メクネス / フェズ地方
- ゲロエンAOG
- ベニンタAOG
- サセAOG
- ゾホーンAOG
- コトー・ド・ラトラス 第一級

北部平野
- ガーブAOG

ラバト／カサブランカ地方
- チェラAOG
- ゼムAOG
- ザールAOG
- ゼナッタAOG
- サヘルAOG

アル・ジャディーダ地方
- ドゥッカラ AOG